# Чернец (станция)
Черне́ц — железнодорожная станция 5-го класса Брянского региона Московской железной дороги. Находится  в одноимённом населённом пункте Брянском районе Брянской области в составе Стекляннорадицкого сельского поселения.

## География
Станция Чернец расположена на линии Брянск—Сухиничи, между станциями Полпинская и Козёлкино. Участки: Козелкино — Брянск-Льговский, Пунка — Чернец.
Расстояние до узловых станций (в километрах): Козёлкино — 7, Брянск-Льговский — 9, Пунка — 10.
Рельеф местности вокруг станции Чернец сильно испорчен бывшими карьерами Брянского фосфоритного завода, на месте которых в 1980-е годы планировалось строительство Брянской АСТ (атомной станции теплоснабжения) мощностью 1000 Гкал/час. Однако осуществлению этого проекта помешало негативное общественное мнение после аварии на Чернобыльской АЭС.

## История
Годом основания станции официально считается 1929 год, однако разъезд Чернец показан уже на карте выпуска 1925 года.
В середине XX века станция Чернец носила название Урицкий, что привело к смешению информации об этой станции и о разъезде Урицкий. Вплоть до 2009 года поселение при станции Чернец не было выделено в самостоятельный населённый пункт и, по одним документам, считалось частью пгт Большое Полпино, а по другим — частью разъезда Урицкий.